# ذو الأشرة اللاسعة
ذو الأُشْرَة اللاسعة أو طيهوج حكيم (الاسم العلمي: Centrocercus)، جنس طيور يتألف من نوعان من فصيلة التدرجية، تنتشر في أجزاء كبيرة من شمال وسط وغرب الولايات المتحدة، وكذلك المقاطعات الكندية ألبرتا وساسكاتشوان. تم تصنيف أحد أنواعه (طيهوج غونيسون "C. minimus") على أنه مهدد بالانقراض من قِبل الاتحاد الدولي لحفظ الطبيعة.